# Evald Rygh

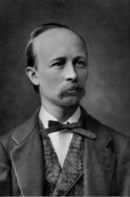
Evald Rygh

Evald Rygh (* 26. Mai 1842 in Verdal; † 9. Mai 1913 in Christiania) war ein norwegischer Beamter und Politiker.

## Leben
Seine Eltern waren der Bauer, Lehensmann und Stortingsabgeordnete Peder Strand Rygh (1800–1868) und dessen Frau Ingeborg Marie Bentsen (1809–1878). Am 10. November 1870 heiratete er Sophie Arntzen (26. Dezember 1842–19. Mai 1913), Tochter des Stiftamtmanns Karelius August Arntzen (1802–1875) und dessen Frau Hanna Maria Gjerdrumine Arntzen (1808–1869). Sein Bruder war Oluf Rygh, ein zeitweiliges Mitglied von Det lærde Holland.
Rygh studierte Rechtswissenschaften und legte 1864 sein Examen ab. In dieser Zeit traf er die Mitglieder des Studentenkreises „Det lærde Holland“ und betätigte sich auch als Verfasser verschiedener Zeitungsartikel. 1865 trat er eine Stelle im Finanzdepartement an. 1866 bis 1867 erhielt er ein Universitätsstipendium für ein Studium der Volkswirtschaft in Großbritannien und Frankreich. Von dort schrieb er auch Artikel über die französische Politik für das Morgenblad. Danach kehrte er auf seine Stelle im Finanzdepartement zurück, wo er 1869 Abteilungsleiter und 1872 Ekspedisjonssekretær wurde. 1875 wurde er in das „Formandsskab“ von Christiania gewählt und war 1892 bis 1893 Ordfører. 1879 erhielt er ein Angebot, in die Regierung von Frederik Stang einzutreten, das er aber ausschlug, weil er deren Auffassung in der Frage der Zulassung der Staatsräte zu den Stortingsverhandlungen nicht teilte. 1880 bis 1893 war er Bürgermeister von Christiania. Zu dieser Zeit war er auch in verschiedenen Ämtern, die sich mit dem Eisenbahnwesen befassten, tätig. 1882 wirkte er auch am Entwurf eines Nachbarrechtsgesetzes mit. Nach 1884 engagierte er sich stärker in der Politik und hing dem moderaten Flügel der „Høyre“ (der Rechten) an. 1889 bis 1891 war er Finanzminister in der ersten Regierung von Emil Stang. 1893 wurde er Direktor der „Christiania Sparebank“, eine Stellung, die er bis zu seinem Tode behielt. Bis 1893 war er auch Mitglied der Direktion der „Kristiania Hypotek- og Realkreditbank“, die er 1886 mitgegründet hatte. Er war von 1886 bis 1888 und von 1889 bis 1891 stellvertretender Delegierter und von 1892 bis 1894 Delegierter für Christiania im Storting. 1894 wurde er Vorsitzender des Vorstandes von „Selskabet for Norges Vel“. 1895 bis 1896 war er auch Vorsitzender des Komitees, das mit Schweden ein neues Handelsabkommen (Mellemrigslov) erarbeitete, dessen Entwurf im Wesentlichen auf ihn zurückgeht. 1885 sorgte er für die Gründung der „Christiania Telefonselskab“, der er dann vorstand.
Als Emil Stang seine zweite Regierung bildete, war Rygh als Finanzminister begehrt. Aber trotz des Druckes auf ihn, dieses Amt zu übernehmen, schlug er diese Stellung aus. Das wurde sein Abschied aus der Politik. Er befasste sich nun in erster Linie mit der Leitung der Bank und übernahm verschiedene Leitungsfunktionen in Organisationen und Institutionen mit kulturellen und sozialen Aufgaben. So war er Vorsitzender des Vereins zur Errichtung eines Nationaltheaters und nach 1899 Direktor des Theaters. Er sorgte auch für das Erholungsgebiet in der Gegend von Holmenkollen-Voksenkollen. Deshalb steht in der Nähe der Wintersportanlage Holmenkollen seine Büste als Denkmal. Auch zwei Straßen wurden nach ihm benannt.
Rygh wurde 1878 Ritter 1. Klasse des Sankt-Olav-Ordens und 1891 dessen Kommandeur 1. Klasse.